# Sarcophaga einsteiniella
Sarcophaga einsteiniella är en tvåvingeart som beskrevs av Andy Z. Lehrer 1993. Sarcophaga einsteiniella ingår i släktet Sarcophaga och familjen köttflugor. Inga underarter finns listade i Catalogue of Life.